# Sarnico
Sarnico is een gemeente in de Italiaanse provincie Bergamo (regio Lombardije) en telt 6700 inwoners (2021). De oppervlakte bedraagt 6,4 km², de bevolkingsdichtheid is 949 inwoners per km².

## Demografie
Sarnico telt ongeveer 2585 huishoudens. Het aantal inwoners steeg in de periode 1991-2001 met 1,5% volgens cijfers uit de tienjaarlijkse volkstellingen van ISTAT.
| Jaar | Inwoneraantal |
| ---- | ------------- |
| 1991 | 5668          |
| 2001 | 5754          |
| 2004 | 5971          |

## Geografie
De gemeente ligt op ongeveer 197 m boven zeeniveau.
Sarnico grenst aan de volgende gemeenten: Adrara San Martino, Iseo (BS), Paratico (BS), Predore, Viadanica, Villongo.

## Geboren
- Alessio Boni (1966), acteur
- Gianpaolo Bellini (27 maart 1980), voetballer